# Olle Blomström
Lars Olle Anders Blomström, född den 4 januari 1987 i Svängsta, även känd under artistnamnet Faråker, är en svensk sångare och låtskrivare. 
Han ingick tidigare i duon Cartwall tillsammans med Matilda Kihlberg.
I september 2012 gav han ut singeln "Paparazzi Du" på eget skivbolag, en singel som spelades i sveriges radios musikkanaler. Året efter skrev han ett artistavtal med Universal Records och 2014 släpptes studioalbumet Början På Slutet.
Blomström har också skrivit och producerat låtar åt andra artister så som Simon Norrsveden, Dolly Style, Isak Danielson, Klara & Jag och låten Don't Say No som Midnight Boy framförde i melodifestivalen 2015.

## Diskografi

### Cartwall

#### Album
- 2009 – Cartwall

#### Singlar
- 2008 – "Frankie"
- 2009 – "Club Dinosaur"
- 2009 – "Holiday"

### Faråker

#### Album
- 2014 – Början på slutet

1. Lycklig Död
2. Villa Dovre
3. Jag Vill Ha En Kyss
4. Ellinor
5. Allt Som Är Skit
6. Zombiekärlek
7. Allt Faller
8. Stå På Tå
9. Sista Fajten
10. Paparazzi
11. Om

#### Singlar
- 2012 – "Paparazzi Du"
- 2013 – "Allt som är skit"
- 2015 – "Apans sång"
- 2017 – "Känslorna utanpå"

1. Känslorna utanpå
2. Biogenesis

- 2017 – "Jag vet allt om dig"
- 2017 – "Faråker"

1. Biogenesis
2. Känslorna utanpå
3. Jag vet allt om dig
4. Meningen med livet
5. Hjärta av sten

- 2023 – "Problem problem"
- 2023 – "Huvudet bland molnen"
- 2023 – "Diska disken"
- 2024 – "Se på oss"